# Phenacoccus grandicarpus
Phenacoccus grandicarpus är en insektsart som beskrevs av Jason Hollinger 1917. Phenacoccus grandicarpus ingår i släktet Phenacoccus och familjen ullsköldlöss. Inga underarter finns listade i Catalogue of Life.